# Kyoto (prefectuur)

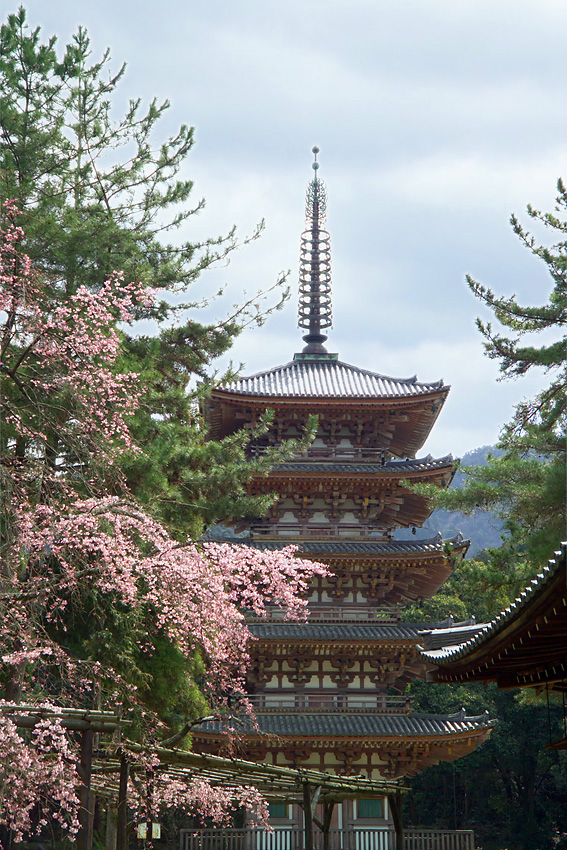
De Pagode van de Daigo-ji tempel.

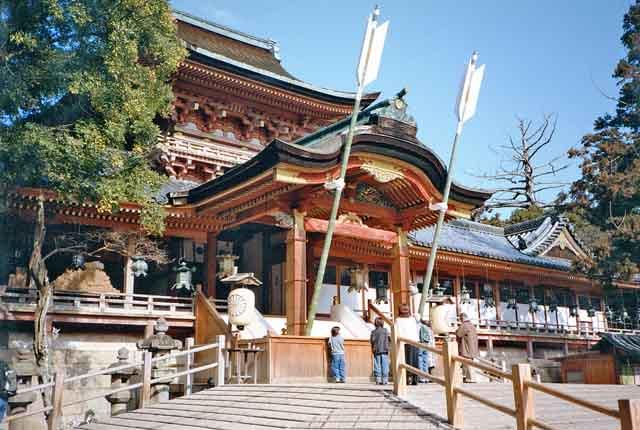
Het Iwashimizu Hachiman-schrijn.

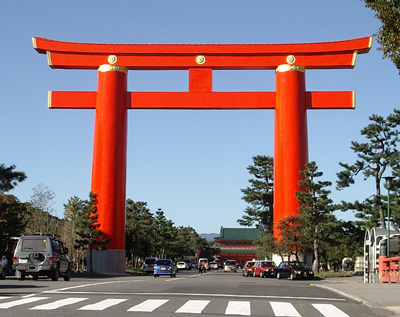
De grote torii van het Heian-jingu (schrijn).

De prefectuur Kyoto (Japans: 京都府, Kyōto-fu) is een Japanse prefectuur in de regio Kansai in Honshu. Kyoto heeft een oppervlakte van 4612 km² en had op 1 oktober 2020 een bevolking van ongeveer 2.579.921 inwoners. De hoofdstad is Kyoto.

## Geografie
De prefectuur Kyoto wordt in het noorden begrensd door de Japanse Zee en de prefectuur Fukui, in het zuiden door de prefecturen Osaka en Nara, in het oosten door de prefecturen Mie en Shiga en in het westen door de prefectuur Hyogo. Kyoto wordt in het midden doorsneden door het Tanbagebergte. Hierdoor is er een zeer verschillend klimaat in het noorden en het zuiden van de prefectuur.
De administratieve onderverdeling is in steden en gemeenten.

### Zelfstandige steden (市) shi
Er zijn 15 steden in de prefectuur Kyoto.
- Ayabe
- Fukuchiyama
- Joyo
- Kameoka
- Kizugawa
- Kyotanabe
- Kyotango
- Kyoto (hoofdstad)
- Maizuru
- Miyazu
- Muko
- Nagaokakyo
- Nantan
- Uji
- Yawata

### Gemeenten (郡 gun)
De gemeenten van de prefectuur Kyoto, ingedeeld naar district:
| District | Gemeenten                                 |
| -------- | ----------------------------------------- |
| Funai    | Kyotamba                                  |
| Kuse     | Kumiyama                                  |
| Otokuni  | Oyamazaki                                 |
| Souraku  | Kasagi - Minamiyamashiro - Seika - Wazuka |
| Tsuzuki  | Ide - Ujitawara                           |
| Yosa     | Ine - Yosano                              |

### Fusies
(Situatie op 12 maart 2007) 
Zie ook: Gemeentelijke herindeling in Japan
- Op 1 april 2004 smolten de gemeenten Mineyama, Omiya, Amino, Tango, Yasaka en Kumihama samen tot de nieuwe stad Kyotango. Door deze fusie verdwenen de districten Naka, Takeno and Kumano.
- Op 1 april 2005 werd de gemeente Keihoku van het District Kitakuwada aangehecht bij de stad Kyoto als de wijk Ukyo-ku.
- Op 11 oktober 2005 fuseerden de gemeenten Tamba, Mizuho en Wachi van het District Funai tot de nieuwe gemeente Kyotamba.
- Op 1 januari 2006 werden de gemeenten Miwa en Yakuno van het District Amata en de gemeente Oe van het District Kasa aangehecht bij de stad Fukuchiyama. De districten Amata en Kasa verdwenen door deze fusie.
- Op 1 januari 2006 werden de gemeenten Hiyoshi, Sonobe en Yagi van het District Funai en de gemeente Miyama van het District Kitakuwada samengevoegd tot de nieuwe stad Nantan. Het District Kitakuwada verdween door deze fusie.
- Op 1 maart 2006 fuseerden de gemeenten Kaya, Iwataki en Nodagawa van het District Yosa tot de nieuwe gemeente Yosano.
- Op 12 maart 2007 werden de gemeenten Kamo, Kizu en Yamashiro (allen van het District Souraku) samengevoegd tot de nieuwe stad Kizugawa.

## Bezienswaardigheden
Er bevinden zich in de prefectuur 17 monumenten die door de UNESCO als Werelderfgoed erkend zijn. 